# キセル (バンド)
キセルは、日本のバンドである。

## メンバー
- 辻村 豪文（つじむら たけふみ、1976年2月12日 - ）   京都府宇治市出身。血液型:A型

1996年から2001年まではくるり、現在は斉藤和義のサポートメンバーとしても活動している。
- 辻村 友晴（つじむら ともはる、1980年6月29日 - ）京都府宇治市出身。血液型:O型

## 概要
1998年、兄弟である辻村豪文（兄）・友晴（弟）によって、友晴の大学受験失敗の勢いに乗って辻村家の応接間にて結成。2001年、ビクターエンタテインメント内の「SPEEDSTAR RECORDS」よりメジャーデビュー。2006年12月1日、インディーズレーベルのカクバリズムへ移籍。
豪文はくるりと立命館大学の同級生で、共に音楽サークルロックコミューンに所属。大村達身加入前にサポートメンバーを務めた経験もある。

## ディスコグラフィ

### 参加オムニバス
1. 光合成（2001年8月12日）
10. ナツヤスミ
2. 喫茶ロック now（2002年1月23日）
13. ハナレバナレ
3. スペースシャワー列伝〜宴（2002年4月24日）
5. サイレン
4. HAPPY END PARADE〜tribute to はっぴいえんど〜（2002年5月22日）
DISC2. 08. しんしんしん / キセル meets Harry（細野晴臣）
5. THE UKULELE BEATLES ウクレレ・ビートルズ 〜4弦はアイドル〜（2003年6月11日）
15. SUN KING
6. ドレミでうたおう reaching series no.1（2004年10月16日）
4. ドレミワちゃん
7. これがほんとのアニソンじゃい！！（2006年3月23日）
1. 17才
8. Apple of his eye りんごの子守唄 青盤（2006年11月22日）
10. Free As A Bird
9. みやこ音楽（2006年11月22日）
7. ハナレバナレ
10. TRIBUTE TO DAVID BOWIE（2007年3月21日）
6. SILLY BOY BLUES
11. にほんのうた 第一集（2007年10月24日）
7. かなりや
12. 細野晴臣 STRANGE SONG BOOK ～Tribute To Haruomi Hosono 2～（2008年1月23日）
DISC1. 05. 四面道歌
13. "COVERS" FreeTEMPO COVERED ALBUM（2009年9月9日）
5. You and Me
14. くるり鶏びゅ〜と（2009年10月21日） 
15.Old-fashioned
15. アマールカの子守唄（2011年11月25日）
7. True Love Never Runs Smooth
16. 極東最前線 3（2013年9月18日）
7. 空の上
17. MUSIC UNITES AGAINST COVID-19（2020年4月19日）
楽しい明日

### 初回盤購入特典・ライブ会場配布音源
1. 「スキマテーマ」-『夢』レコ発ライブにて配布
2. 「散歩宇宙 ～裏・近未来のテーマ～」 - 『近未来』レコ発ライブにて配布
3. 「GEISAIのテーマ「キセル風」」 - 『GEISAI』にて配布（メディアはMD）
4. 「くちなしの丘 (宅録バージョン)」「イギリス海岸」 - 『magic hour』購入特典SPECIAL CD
5. 「君と旅2」 - 『君と旅』購入およびレコ発ライブ来場者に配布
6. 「卒業」 - NTTフレッツ契約者特典

### 楽曲提供
- 「砂漠に咲いた花」YUKI
- 「くちなしの丘」原田知世

## 海外での活動
2006年にタイのLuxi RecordsよりリリースされたコンピレーションCD「Luxi Magic」に、euphoria、Chocolat & Akito、Cafaらと共に参加。また、タイのアーティストPOD MODERNDOGとのコラボレーション作品「RAK-PAN-DIN-THAI」を2007年に同じくLuxi Recordsよりリリースしている。